# Dixella simiarum
Dixella simiarum är en tvåvingeart som först beskrevs av Vaillant 1959.  Dixella simiarum ingår i släktet Dixella och familjen u-myggor.
Artens utbredningsområde är Algeriet. Inga underarter finns listade i Catalogue of Life.